# فرودگاه اناهیم لیک
فرودگاه اناهیم لیک (به انگلیسی: Anahim Lake Airport) یک فرودگاه همگانی با کد یاتا YAA است که یک باند فرود آسفالت دارد و طول باند آن ۱۲۰۰ متر است. این فرودگاه در کشور کانادا قرار دارد و در ارتفاع ۱۱۰۹ متری از سطح دریا واقع شده است.

## شرکت‌های هواپیمایی و مقصدهای پروازی
| شرکت‌های هواپیمایی        | مقصدهای پروازی |
| ------------------------ | -------------- |
| Pacific Coastal Airlines | ونکوور         |